# Longping, Guangdong
Longping är en köping i sydöstra Kina. Den ligger i Lianzhou i staden Qingyuan i provinsen Guangdong, omkring 200 kilometer nordväst om provinshuvudstaden Guangzhou. Antalet invånare är 22 994. Befolkningen består av 11 198 kvinnor och 11 796 män. Barn under 15 år utgör 19,0 %, vuxna 15-64 år 66 %, och äldre över 65 år 13,0 %.